# David Stern
David Joel Stern, född 22 september 1942 i New York i New York, död 1 januari 2020 i New York, var en amerikansk advokat och befattningshavare som var kommissarie för den nordamerikanska professionella basketligan National Basketball Association (NBA) mellan den 1 februari 1984 och den 31 januari 2014. Han har tidigare arbetat som advokat för advokatbyrån Proskauer, Rose, Goetz & Mendelsohn, LLP och innehaft olika chefsbefattningar som chefsjurist och exekutiv vicepresident för just NBA.
Stern avlade en kandidatexamen vid Rutgers, the State University of New Jersey och en juristexamen vid Columbia Law School.